# Lugus
Lugus là một đô thị hạng 5 ở tỉnh Sulu, Philippines. Theo điều tra dân số năm 2000, đô thị này có dân số 18.839 người trong 2.907 hộ.

## Các đơn vị hành chính
Lugus được chia thành 17 barangay.
| - Alu Bus-Bus - Alu-Duyong - Bas Lugus - Gapas Rugasan - Gapas Tubig Tuwak - Huwit-huwit Bas Nonok - Huwit-huwit Proper - Kutah Parang - Laha | - Larap - Lugus Proper - Mangkallay - Mantan - Pait - Parian Kayawan - Sibul - Tingkangan |